# 辛亥革命武昌起義記念館
辛亥革命武昌起義記念館（しんがいかくめいぶしょうきぎきねんかん、中国語: 辛亥革命武昌起义纪念馆）は中国湖北省武漢市武昌区にある1911年の武昌起義から始まったとされる辛亥革命記念館である。もともと「辛亥革命博物館」と呼ばれていたが、辛亥革命の百年記念の2011年に近くに新しく「辛亥革命博物館」ができたので、この名に改名された。 

## 歴史
武漢市は華中の中心になる大都市で、長江と漢江により分断された三地区があり、商業中心の漢口と工業区中心の漢陽に対して武昌は政府関係の部署が置かれている。
辛亥革命武昌起義記念館となっている建物は1910年の完成で、もともとは清政府の湖北諮議局が置かれていた。1911年の武昌蜂起の後に中華民国が設立し、民国の軍政府鄂軍都督府（湖北軍司令部）が置かれていた。
1949年に中華人民共和国が成立してからは、1981年になって「辛亥革命博物館」（題字は宋慶齢）として一般に開放された。入り口前に孫文の像があり、全体が赤レンガの建物で「紅楼」とも呼ばれ、主楼と後楼がコの字のように配置され、陳列は「辛亥革命武昌起義史跡」、「湖北軍司令部の復元」、「湖北諮議局史跡」に分かれている。
2011年の辛亥革命百年記念に近くに新しく壮大な「辛亥革命博物館」ができたので、「辛亥革命武昌起義記念館」に改名された。 全体が「首義文化公園」の中にあり、新しい博物館は武珞路をくぐった所にある。

## 参照項目
- 辛亥革命博物館